# Белый, Пётр Сергеевич
Пётр Серге́евич Бе́лый (16 января 1949, Комсомольск-на-Амуре) — советский российский композитор. Лауреат премии им. Д. Д. Шостаковича (премия Союза композиторов России).

## Биография
Пётр Белый окончил Государственный музыкально-педагогический институт имени Гнесиных в 1976 году по классу композиции профессора Арама Хачатуряна.
Член Союза композиторов РСФСР (1977). Член Союза композиторов СССР (1978).

## Творчество
Основные сочинения: кантата «Над котлованом» на сл. Андрея Платонова; симфония «Меры наказания»; «Маленькая камерная кантата»; Соната № 1 для скрипки и фортепиано; Сюита для скрипки и фортепиано; «Дом безрассудных транжир» для виолончели и фортепиано; Три арии для альта и фортепиано; «История совести» для двух скрипачей и пианиста; камерно-вокальный концерт «Романсы, элегии, монологи», фортепианные пьесы и др.
Выступает в печати как критик, публицист, музыковед. Ведёт музыкально-просветительскую деятельность, основал и возглавил «Сочинские музыкальные выставки» (1993—1999).
Творчеству и личности Петра Белого посвящена книга Юрия Фаертага «Молчание музыки» (М.: «Композитор», 2010).
С 1987 по 2008 год отошёл от публичной деятельности как композитор, наложив запрет на исполнение и трансляцию своих произведений. С 2009 года возобновил публичную активность.
Свой авторский стиль композитор определяет как неоконсерватизм.
Как музыковед, Белый противостоит традиционным клише, устоявшимся в отечественном музыковедении. Так, Белому удалось радикально обновить концептуальный подход к смыслу творчества П. И. Чайковского («Непостижимый Чайковский» — «Советская музыка», 1986, № 6; «Философия Чайковского», «Стадии Чайковского» — см.приложение к книге «Молчание музыки». М., 2010), А. С. Аренского («Соловей в бурю» — там же, «Незапятнанная музыка» — в сб. «Музыкальное исполнительство и педагогика», В. Новгород, 2011), А. К. Глазунова («Из заметок о Глазунове» — «Музыкальная академия», 2011, № 2, перепечатано в сб. «Музыкальное исполнительство и педагогика», В. Новгород, 2011), Л. Яначка («Из заметок о Леоше Яначке» — «Музыкальная академия», 2011, № 2,). Автор статей о современных композиторах А. Бузовкине («Приподнять завесу над творчеством» — «Музыкальная академия», 2006, № 1, К. Волкове («Несколько эскизов к портрету» — «Советская музыка», 1983, № 7), Л. Десятникове («Орфей в аду» — рукопись, «Праздник идущих отдельно» — «Российская музыкальная газета», 2005, апрель), В. Рябове («В. В. Р.» — «Музыкальная академия», 2010, № 3). В 1975—1984 был ведущим автором рубрики «Беседы о музыке» в журнале «Музыкальная жизнь» («Парадоксы пуччинианы», «Сюиты Чайковского», «„Дон Жуан“ Моцарта», «„Фиделио“ Бетховена», «Испанские увертюры» и др.).
Ввёл понятие «неоконсерватизм» в историю стиля музыки XX в.
Собрание сочинений
- Белый П. С. Ноты вместо слов — слова вместо нот. Очерки и беседы. Рецензии. Интервью. Лекции: В 2 т. Т. 1: О классиках. Т. 2: О современниках. М.: ОГИ; Б. С.Г. — Пресс, 2017.